# Stumpffia
Stumpffia is een geslacht van kikkers uit de familie smalbekkikkers (Microhylidae). De groep werd voor het eerst wetenschappelijk beschreven door Oskar Boettger in 1881. De soortaanduiding Stumpffia is een eerbetoon aan Antonio Stumpff. Boettger beschreef tegelijk ook de typesoort Stumpffia psologlossa, die hij als zeer zeldzaam bestempelde; ze was ontdekt op het eiland Nosy Be.
Er zijn vijftien soorten, inclusief twee in 2010 wetenschappelijk beschreven soorten en de pas sinds 2016 bekende soort Stumpffia kibomena. Hierdoor wordt in de literatuur vaak een lager soortenaantal vermeld. Alle soorten komen voor in Afrika en zijn endemisch op het eiland Madagaskar. De verschillende soorten worden wel als zustergroep van de soorten uit het geslacht Rhombophryne gezien. 

## Taxonomie
Geslacht Stumpffia
- Soort Stumpffia analamaina
- Soort Stumpffia be
- Soort Stumpffia gimmeli
- Soort Stumpffia grandis
- Soort Stumpffia hara
- Soort Stumpffia kibomena
- Soort Stumpffia madagascariensis
- Soort Stumpffia megsoni
- Soort Stumpffia miery
- Soort Stumpffia psologlossa
- Soort Stumpffia pygmaea
- Soort Stumpffia roseifemoralis
- Soort Stumpffia staffordi
- Soort Stumpffia tetradactyla
- Soort Stumpffia tridactyla

Anilany · 
Anodonthyla · 
Cophyla · 
Madecassophryne · 
Plethodontohyla · 
Rhombophryne · 
Stumpffia